# Rizky Dwi Febriyanto
Rizky Dwi Febriyanto (sinh ngày 22 tháng 2 năm 1997) là một cầu thủ bóng đá người Indonesia hiện tại thi đấu cho Madura United F.C. ở Liga 1 ở vị trí tiền vệ.

## Sự nghiệp
Anh có màn ra mắt ở Liga 1 ngày 16 tháng 4 năm 2017 trước Bali United.